# ランクセス
ランクセスAG は、ドイツ・ケルンに本社を構える特殊化学品メーカー。2004年にバイエル AGから化学品事業と高分子材料事業の一部を分離し、設立され、ドイツ国内で第4位の売上高を誇る化学会社。主要製品群は、ポリマー、 中間体、特殊化学品、合成ゴム、プラスチック。日本法人はランクセス株式会社。

## 沿革
ランクセスの歴史は、合成染料のメーカーとしてフリードリッヒ・バイエル合名会社が設立された1863年にさかのぼる。2004年、ヘルスケア、農薬関連、素材を中核事業に経営資源を集中する方針を決定したバイエル社から化学品事業と高分子材料事業を約3分の1分離し、独立企業としてランクセスが設立された。2005年1月31日、ランクセスAGは株式をフランクフルト証券取引所に上場し、ランクセスの株式を当時のバイエルの株主１人に対し１株発行した。2014年1月26日には、初代のCEOであるアクセル・ハイトマンが退任することを発表し、同年2月末の契約終了時に退任した。後任は、メルク社（Merck KgaA）の元CFOであるマティアス・ツァハトが任命され、2014年4月1日に就任した。

### 企業名
「ランクセス」の社名は、フランス語の前に突き進むことを意味する“lancer”と英語の成功を意味する“success”を組み合わせたもの。

### 事業売却
設立後、ランクセスは複数の事業ポートフォリオを再編し、当初は主に事業売却に着手した。精密化学品ビジネスユニットは分離し、ランクセスの完全出資子会社としてサルティゴGmbHが設立された。また、ドルラスタン合成繊維事業は、旭化成せんい（日本）に売却された。ラインケミーの子会社で、調整顔料および特殊コーティングのメーカー、iSLケミー（ドイツ、キュルテン）は、Berlac AG（スイス）に2,000万ユーロで売却された。また、紙パルプ用化学品ビジネスユニットはフィンランドの化学メーカーのケミラに8,800万ユーロで売却された。
2006年、ランクセスは、繊維加工用化学品ビジネスユニット（北米地域の資産除く）を、オランダの投資会社エゲリア・キャピタル社(Egeria Capital)に5,400万ユーロで売却し、北米拠点（米国とカナダ）の繊維事業の資産をスターケム社(StarChem)に売却した。
2007年、旧テクニカルサービスグループファンクションは、完全出資の子会社Aliseca GmbHとして設立された。ランクセスの子会社で、塗料、エマルジョン塗料、インクのメーカーであるボルヒャーズ (Borchers GmbH)は、米国のOMグループに売却された。同年6月には、ランクセスは英国の化学会社イネオス社(Ineos) と合弁会社を設立し、ルストランポリマーズビジネスユニットを同社に移管した。

### 買収
ランクセスは、クロム・インターナショナル・サウスアフリカ社(略称：CISA)の合弁パートナーであるダウ・ケミカル社から、保有していたCISA社の株式50％に加え、残りの株式50％を2006年末に取得した。2007年12月にはブラジルの合成ゴムメーカーであるペトロフレックス社（Petroflex S.A.）の買収を発表し、2009年2月にランクセス・エラストメロス・ド・ブラジル(Lanxess Elastomeros do Brasil)に社名変更した。
ランクセスは、アジア地域において無機顔料事業の拡大を図るため、以前よりパートナー関係にあったJinzhou Chemicals Company Ltd.から酸化鉄顔料の2つの製造プラントを2008年6月に買収した。また、2009年3月にロシアとCIS諸国で事業展開を図るためモスクワに独立販売会社を新設した。
2009年6月にはインドのグワリオール・ケミカル・インダストリーズ社(Gwalior Chemical Industries Ltd.)の化学品事業および資産を8,240万ユーロで買収、同時期に中国の江蘇波力奥加工社(Jiangsu Polyols Chemical Co.,Ltd.)の事業および製造資産も買収した。買収金額は非公開。
2011年1月には、タイヤ業界向け離型剤及び加硫ブラダーを専門とする、アルゼンチンの特殊化学品会社Darmex S.A（以下、Darmex社）を買収した。5月には、DSM（Royal DSM N.V.）のケルタン エラストマーズ事業を3 億1,000 万ユーロで買収を完了し、既存のEPDM事業部とケルタン事業が統合され、ケルタン　エラストマーズ　ビジネスユニットが形成された。また2011年には、ランクセスはシンジェンタ社（Syngenta）の物質保護剤事業とアメリカのバイオサイドメーカーであるベリケム社（Verichem）を買収した。さらに、2012年に同社はタイヤ加硫用ブラダー会社のタイヤキュアリングブラダーズ LLC（Tire Curing Bladders LLC）を買収している。

## 体制
ランクセスは3部門10ビジネスユニット体制を採用している。

### 事業分野
パフォーマンスポリマーズ部門は、タイヤ＆スペシャリティーラバーズ、ハイパフォーマンスマテリアル（プラスチック）、ハイパフォーマンスエラストマー、の3つのビジネスユニットで構成されている。ランクセスは世界有数の合成ゴムメーカーで、同部門の製品群は、自動車タイヤ、ベルト、ホース、車体、靴底など、その他幅広い製品に使用されている。ソリューション・スチレン・ブタジエン・ゴム（SSBR）やネオジウム触媒ポリプタジエンゴム (Nd-PBR)を含む、タイヤ＆スペシャリティーラバーズ事業部の製品は、燃費向上にもつながる、最近の低転がり抵抗のタイヤにも使用されている。
アドバンスト中間体部門は、アドバンスト工業化学品とサルティゴの２つのビジネスユニットで構成され、農薬、顔料、自動車部品、建設資材、その他の工業分野向けの芳香族化合物、ベンジル、アミン、水加ヒドラジンなどを製造している。
パフォーマンスケミカルズ部門は、機能性化学品、無機顔料、液体高純化テクノロジーズ、皮革用化学品、物質保護剤、ラインケミーアディティブスビジネスユニットで構成されている。ラインケミーアディティブス事業部の製品は、ゴム、潤滑剤、プラスチック業界向けにテーラーメイドの化学製品と特殊化学品を製造している。

## 経営組織
ランクセスは、Aktiengesellschaftとも呼ばれる、ドイツの株式会社法に規程されている通り、2つの管理委員会で構成されるシステムで業務を行っている。4人からなる経営委員会は、会社の日常的な経営と事業を監視している。監査委員会は、経営委員会の業務の監視、委員会メンバーの任命、会社の財務報告を審査している。

## 日本における事業
ランクセス株式会社は、ドイツに本社を置くランクセスグループの日本法人として、世界の生産拠点から化学品を輸入し、自動車、タイヤ、ＩＴ、電機・電子製造業界などを日本の顧客に販売している。タイヤメーカー向けのブチルゴムの分野では世界有数。
日本では10のビジネスユニットを展開し、幅広い製品群を日本の顧客に提供している。東京・丸の内に本社を構え、豊橋、姫路に事業所を置いている。ラインケミーアディティブスビジネスユニットは、豊橋に事業所を構え、予備分散ゴム薬品である「レノグラン」を製造している。
2015年1月には、ランクセス株式会社とラインケミージャパン株式会社が経営統合された。